# Eutrichota fuscigenua
Eutrichota fuscigenua este o specie de muște din genul Eutrichota, familia Anthomyiidae, descrisă de Feng în anul 1987. Conform Catalogue of Life specia Eutrichota fuscigenua nu are subspecii cunoscute.